# Telephanus cedius
Telephanus cedius is een keversoort uit de familie spitshalskevers (Silvanidae). De wetenschappelijke naam van de soort werd in 1893 gepubliceerd door Ludwig Wilhelm Schaufuss.